# Sự tích hoa phượng
Sự tích hoa phượng là một truyện cổ tích của nhà văn Phạm Hổ, được in trong tập sách Chuyện hoa chuyện quả (Toàn tập, Hà Nội, 1993), câu chuyện vừa mang âm hưởng dân gian, vừa có phong cách hiện đại kể về dấu tích hình thành nên loài hoa phượng vĩ ngày nay. Đây là một câu chuyện cảm động về tình nghĩa thầy trò, ý chí chuyên cần, trách nhiệm với cộng đồng, xã hội của lứa tuổi thanh niên; mang ý nghĩa về sự chia ly của lứa tuổi học trò chuẩn bị chia xã mái trường, sự hy sinh, mất mát bởi chiến tranh.

## Nội dung cốt truyện
Chuyện kể rằng, xưa ở một làng nọ có một người thầy dạy võ, vợ mất sớm, không có con đẻ. Ông đi xin 5 người con trai mồ côi sàn tuổi nhau về nuôi dưỡng, dạy võ nghệ và cho đi học chữ.
Lớn lên, 5 người con nuôi đều giỏi văn và võ, đoàn kết, thương yêu dân làng và thường mặc áo đỏ.
Lúc nước nhà bị giặc xâm chiếm, người thầy định đi xin vua đánh đuổi quân xâm lược thì lại bị bệnh. Khi giặc đến làng, chúng bắt trói ông và nói: tao thấy mày có ý định đánh tao, nếu muốn sống thì đi giết một con bò tơ, lọc lấy thịt ngon nhất, rồi nấu một nồi xôi gấc mang đến chỗ ta đóng quân giữa làng, khi mang phải đội lên đầu chứ không được gánh, phải đi một mạch chứ không được nghỉ.
Lúc đó, vào mùa thi, năm người đang con bận học ở xa nhưng khi nghe tin gặc đến làng bèn gác bút, liền trở về làng cùng với cha nuôi bàn kế đánh giặc.
Theo ý của giặc, người cha liền chuẩn bị nong thịt bò tơ, nong xôi gấc để đội lên cho quân gặc. Người đang bệnh, nong xôi lại nặng, nhưng người thầy vẫn cố gắng đội một quãng đường dài lên doanh trại giặc. Khi đến nơi, bỗng từ trong nong xôi năm người con được phủ kín lao ra như năm làn chớp vung kiếm đâm chết tướng giặc và đánh tan quân địch. Đúng lúc đó, người cha kiệt sức và qua đời.
Dẹp giặc xong, năm người con cùng dân làng lo cất người thầy. Xung quanh mộ thầy, năm người con trồng năm cây có lá đẹp và có nhiều bóng mát. Hàng năm, đến ngày giỗ cha, các người con lại mang áo đỏ ra mặc, màu áo mà thủa học trò được cha sắm cho, để thương nhớ người thầy, người cha đã có cộng nuôi dạy và giết giặc cứu dân. Đến khi các con lần lượt qua đời, năm cây họ trồng quanh khu mộ cũng lần lượt ra hoa màu đỏ thắm có 5 cánh, đúng vào ngày giỗ người cha, đó là hoa phượng vĩ ngày nay. 

## Phim hoạt hình
Năm 2017, chuyện được chuyển thể thành phim hoạt hình với nhan đề "Truyền thuyết hoa phượng đỏ" do Hãng phim hoạt hình Việt Nam sản xuất. Phim đã được nhận bằng khen tại Giải cánh diều vàng năm 2017. Bên cạnh đó, kịch bản của phim được in thành sách tại nhà xuất bản Kim Đồng.